# Polystichum trapezoides
Polystichum trapezoides är en träjonväxtart som beskrevs av Presl. Polystichum trapezoides ingår i släktet Polystichum och familjen Dryopteridaceae. Inga underarter finns listade.